# Hemigrammus silimoni
Hemigrammus silimoni es una especie de pez de la familia Characidae en el orden de los Characiformes.

## Morfología
Los machos pueden llegar alcanzar los 3,3 cm de longitud total.

## Alimentación
Come  algas y otras materias vegetales.

## Hábitat
Vive en zonas de clima tropical.

## Distribución geográfica
Se encuentran en Sudamérica: río Juruena (afluente del río Tapajós, Brasil ).